# VM i håndbold 1986 (mænd)
Verdensmesterskabet i håndbold for mænd 1986 var det 11. (indendørs) VM i håndbold for mænd. Slutrunden blev afholdt i Schweiz i perioden 25. februar – 8. marts 1986.
De 16 deltagende nationer spillede først en indledende runde i fire grupper med fire hold, hvorfra de tre bedste i hver gruppe gik videre til hovedrunden, der bestod af to nye grupper med seks hold. Hovedrundens to gruppevindere gik direkte videre til VM-finalen, mens de to toere gik videre til bronzekampen. De to gruppetreere spillede om femtepladsen, firerne spillede om syvendepladsen, femmerne om niendepladsen og sekserne om ellevtepladsen. Holdene, der sluttede sidst i de indledende grupper, spillede en placeringsrunde om placeringerne 13-16.
Jugoslavien blev verdensmester for første gang ved at slå Ungarn 24-22 i finalen. Sølvmedaljen var Ungarns bedste resultat i VM-historien. Bronzen gik til DDR, der besejrede Sverige 24-23 i bronzekampen. Danmark sluttede på 8.-pladsen, og det var det danske landsholds dårligste VM-placering indtil da.
| VM 1986 | VM 1986      |
| ------- | ------------ |
| Guld    | Jugoslavien  |
| Sølv    | Ungarn       |
| Bronze  | DDR          |
| 4.      | Sverige      |
| 5.      | Spanien      |
| 6.      | Island       |
| 7.      | Vesttyskland |
| 8.      | Danmark      |

| VM 1986 | VM 1986         |
| ------- | --------------- |
| 9.      | Rumænien        |
| 10.     | Sovjetunionen   |
| 11.     | Schweiz         |
| 12.     | Sydkorea        |
| 13.     | Tjekkoslovakiet |
| 14.     | Polen           |
| 15.     | Cuba            |
| 16.     | Algeriet        |

## Slutrunde

### Indledende runde
| Dato | Kamp                        | Res.  |
| ---- | --------------------------- | ----- |
| ?    | DDR - Cuba                  | 28-24 |
| ?    | Jugoslavien - Sovjetunionen | 26-22 |
| ?    | DDR - Sovjetunionen         | 23-18 |
| ?    | Jugoslavien - Cuba          | 32-28 |
| ?    | Jugoslavien - DDR           | 22-20 |
| ?    | Sovjetunionen - Cuba        | 33-23 |

| Gruppe A      | Kampe | Mål   | Point |
| ------------- | ----- | ----- | ----- |
| Jugoslavien   | 3     | 80-70 | 6     |
| DDR           | 3     | 71-64 | 4     |
| Sovjetunionen | 3     | 73-72 | 2     |
| Cuba          | 3     | 75-93 | 0     |

| Dato | Kamp                   | Res.  |
| ---- | ---------------------- | ----- |
| ?    | Vesttyskland - Polen   | 21-20 |
| ?    | Schweiz - Spanien      | 15-15 |
| ?    | Vesttyskland - Spanien | 18-14 |
| ?    | Schweiz - Polen        | 18-17 |
| ?    | Vesttyskland - Schweiz | 18-17 |
| ?    | Polen - Spanien        | 20-20 |

| Gruppe B     | Kampe | Mål   | Point |
| ------------ | ----- | ----- | ----- |
| Vesttyskland | 3     | 57-51 | 6     |
| Schweiz      | 3     | 50-50 | 3     |
| Spanien      | 3     | 49-53 | 2     |
| Polen        | 3     | 57-59 | 1     |

| Dato | Kamp                       | Res.  |
| ---- | -------------------------- | ----- |
| ?    | Rumænien - Tjekkoslovakiet | 23-18 |
| ?    | Island - Sydkorea          | 21-30 |
| ?    | Island - Tjekkoslovakiet   | 19-18 |
| ?    | Rumænien - Sydkorea        | 22-21 |
| ?    | Sydkorea - Tjekkoslovakiet | 25-22 |
| ?    | Rumænien - Island          | 23-25 |

| Gruppe C        | Kampe | Mål   | Point |
| --------------- | ----- | ----- | ----- |
| Sydkorea        | 3     | 76-65 | 4     |
| Rumænien        | 3     | 68-64 | 4     |
| Island          | 3     | 65-71 | 4     |
| Tjekkoslovakiet | 3     | 58-67 | 0     |

| Dato | Kamp               | Res.  |
| ---- | ------------------ | ----- |
| ?    | Ungarn - Danmark   | 25-21 |
| ?    | Sverige - Algeriet | 24-16 |
| ?    | Ungarn - Sverige   | 23-22 |
| ?    | Danmark - Algeriet | 27-18 |
| ?    | Ungarn - Algeriet  | 23-19 |
| ?    | Sverige - Danmark  | 24-21 |

| Gruppe D | Kampe | Mål   | Point |
| -------- | ----- | ----- | ----- |
| Ungarn   | 3     | 71-62 | 6     |
| Sverige  | 3     | 70-60 | 4     |
| Danmark  | 3     | 69-67 | 2     |
| Algeriet | 3     | 53-74 | 0     |

### Placeringsrunde
Holdene, der endte på fjerdepladserne i de indledende grupper, spillede om placeringerne 13-16 i placeringsrunden.
| Dato               | Hold                    | Res.  |
| ------------------ | ----------------------- | ----- |
| Semifinaler        |                         |       |
| ?                  | Cuba - Tjekkoslovakiet  | 23-27 |
| ?                  | Polen - Algeriet        | 28-23 |
| Kamp om 15.pladsen |                         |       |
| ?                  | Cuba - Algeriet         | 25-24 |
| Kamp om 13.pladsen |                         |       |
| ?                  | Polen - Tjekkoslovakiet | 22-23 |

| Plac. | Hold            |
| ----- | --------------- |
| 13.   | Tjekkoslovakiet |
| 14.   | Polen           |
| 15.   | Cuba            |
| 16.   | Algeriet        |

### Hovedrunde
Hovedrunden bestod af de tolv hold, der var endt som nr. 1, 2 eller 3 i de indledende grupper, og holdene var inddelt i to grupper med seks hold – holdene fra de indledende grupper A og B blev samlet i gruppe I, mens holdene fra gruppe C og D samledes i gruppe II. Resultaterne af kampe mellem hold fra samme gruppe i den indledende runde blev overført til hovedrunden. Vinderne af de to grupper gik direkte i VM-finalen, toerne spillede bronzekamp, treerne spillede om 5.pladsen, mens firerne mødtes i en kamp om 7.pladsen, femmerne spillede om 9.pladsen og endelig mødtes sekserne i kampen om 11.pladsen
| Dato | Kamp                         | Res.  |
| ---- | ---------------------------- | ----- |
| ?    | DDR - Schweiz                | 23-16 |
| ?    | Sovjetunionen - Vesttyskland | 23-20 |
| ?    | Jugoslavien - Spanien        | 18-17 |
| ?    | DDR - Vesttyskland           | 24-15 |
| ?    | Schweiz - Jugoslavien        | 19-27 |
| ?    | Sovjetunionen - Spanien      | 17-25 |
| ?    | Jugoslavien - Vesttyskland   | 19-17 |
| ?    | DDR - Spanien                | 19-21 |
| ?    | Sovjetunionen - Schweiz      | 24-15 |

| Gruppe I      | Kampe | Mål     | Point |
| ------------- | ----- | ------- | ----- |
| Jugoslavien   | 5     | 112-950 | 10    |
| DDR           | 5     | 109-920 | 6     |
| Spanien       | 5     | 92-87   | 5     |
| Vesttyskland  | 5     | 88-97   | 4     |
| Sovjetunionen | 5     | 104-109 | 4     |
| Schweiz       | 5     | 082-107 | 1     |

| Dato | Kamp               | Res.  |
| ---- | ------------------ | ----- |
| ?    | Rumænien - Sverige | 20-25 |
| ?    | Sydkorea - Danmark | 27-31 |
| ?    | Island - Ungarn    | 20-21 |
| ?    | Island - Danmark   | 25-16 |
| ?    | Rumænien - Ungarn  | 17-19 |
| ?    | Sydkorea - Sverige | 26-29 |
| ?    | Sydkorea - Ungarn  | 28-34 |
| ?    | Rumænien - Danmark | 16-18 |
| ?    | Island - Sverige   | 23-27 |

| Gruppe II | Kampe | Mål     | Point |
| --------- | ----- | ------- | ----- |
| Ungarn    | 5     | 122-108 | 10    |
| Sverige   | 5     | 112-930 | 8     |
| Island    | 5     | 114-117 | 4     |
| Danmark   | 5     | 107-117 | 4     |
| Rumænien  | 5     | 78-93   | 2     |
| Sydkorea  | 5     | 132-137 | 2     |

### Finalekampe
| Dato              | Kamp                 | Res.  |
| ----------------- | -------------------- | ----- |
| Kamp om 5.pladsen |                      |       |
| ?                 | Spanien - Island     | 24-22 |
| Bronzekamp        |                      |       |
| ?                 | DDR - Sverige        | 24-23 |
| Finale            |                      |       |
| ?                 | Jugoslavien - Ungarn | 24-22 |

| Dato               | Kamp                     | Res.  |
| ------------------ | ------------------------ | ----- |
| Kamp om 11.pladsen |                          |       |
| ?                  | Schweiz - Sydkorea       | 27-22 |
| Kamp om 9.pladsen  |                          |       |
| ?                  | Rumænien - Sovjetunionen | 25-21 |
| Kamp om 7.pladsen  |                          |       |
| ?                  | Vesttyskland - Danmark   | 25-18 |